# Scytalidium infestans
Scytalidium infestans är en svampart som beskrevs av Iwatsu, Udagawa & Hatai 1990. Scytalidium infestans ingår i släktet Scytalidium, ordningen disksvampar, klassen Leotiomycetes, divisionen sporsäcksvampar och riket svampar.   Inga underarter finns listade i Catalogue of Life.